# Travelers
Travelers è una serie televisiva canadese e statunitense di fantascienza creata da Brad Wright, interpretata da Eric McCormack, MacKenzie Porter, Jared Abrahamson, Nesta Cooper, Reilly Dolman e Patrick Gilmore. La serie è stata una coproduzione internazionale tra il servizio di streaming Netflix ed il canale specializzato canadese Showcase per le prime due stagioni, dopo di che Netflix è diventata la sua unica società di produzione e distributore esclusivo in tutto il mondo. La serie è stata trasmessa in Canada dal 17 ottobre 2016 su Showcase ed in tutto il mondo dal 23 dicembre 2016. La seconda stagione è stata trasmessa nel 2017 e la terza stagione è stata pubblicata a livello internazionale su Netflix il 14 dicembre 2018. La serie è una co-produzione tra Canada e Stati Uniti.
Il 1 febbraio 2019, attraverso una storia di Instagram, l’attore Eric McCormack (agente 3468) annuncia la cancellazione della serie, sostenendo che il programma viaggiatori 1 era concluso e ringrazia i fan per il sostegno.

## Trama
In un futuro post-apocalittico, migliaia di agenti speciali hanno il compito di impedire il collasso della società. 
Questi agenti operativi sotto copertura, conosciuti come "viaggiatori" (travelers), hanno inviato le loro coscienze indietro nel tempo e le hanno trasferite nel corpo di individui del presente alcuni momenti prima dell'ora registrata della morte, per minimizzare l'impatto inaspettato sulla linea temporale. Il trasferimento verso il XXI secolo richiede la posizione esatta del bersaglio, resa possibile dagli smartphone e dai GPS del XXI secolo, avviene attraverso il T.E.L.L. (Tempo Elevazione Latitudine Longitudine) ovvero i dati della posizione spazio-temporale del corpo dell'ospite alla sua morte. l processo viene chiamato "trasferimento di coscienza" e non può essere usato per inviare i viaggiatori in un passato precedente al XXI secolo. I viaggiatori, ad esempio, non potrebbero evitare la Seconda guerra mondiale perché la tecnologia disponibile negli anni '40 non era sufficiente a determinare il T.E.L.L. e a permettere ai viaggiatori di prendere possesso del corpo dell'ospite. Inoltre, l'arrivo di un nuovo viaggiatore non può avvenire in modo sicuro, se non in successione temporale al più recente trasferimento già eseguito.
Ogni viaggiatore deve mantenere la vita preesistente dell'ospite come copertura per il resto della sua esistenza, mentre svolge missioni in gruppi di cinque agenti, ognuno specializzato in un campo specifico (caposquadra, medico, stratega, ingegnere, storico). 
Queste missioni sono dettate dal Direttore, un'intelligenza artificiale del futuro che monitora la cronologia, volta a salvare il mondo da una serie di eventi catastrofici. Il Direttore può comunicare con i viaggiatori tramite i bambini, usati come messaggeri; a differenza degli adulti, qualsiasi bambino può essere preso in carico per alcuni minuti e quindi rilasciato dal controllo senza il rischio di ucciderlo. 
I viaggiatori vengono preparati a conoscere la vita del loro ospite utilizzando i social media e i documenti pubblici derivanti dagli archivi storici del futuro. Per essere certi di disporre del maggior numero possibile di dati, le informazioni come le registrazioni delle telecamere vengono codificate in naniti (nanorobot), i quali sono inseriti in sacche di sangue che verranno trasfuse negli antenati dei futuri umani. Le sacche sono conservate in archivi sparsi per il mondo. 

## I protocolli
I protocolli sono regole che vengono impartite dal Direttore ad ogni viaggiatore temporale e alla sua squadra. Sono regole prefissate nel futuro e i viaggiatori arrivano nel passato conoscendole già.
- Protocollo 1 - La missione viene prima di tutto.
- Protocollo 2 - Mai compromettere la copertura. Lascia il futuro nel passato. Non usare la conoscenza del futuro per il tuo tornaconto.
- Protocollo 2H (protocollo segreto riservato agli Storici) - Gli aggiornamenti devono rimanere sempre segreti e non devono mai essere condivisi o rivelati.
- Protocollo 3 - Non prendere una vita e non salvare una vita, a meno che si venga istruiti altrimenti.
- Protocollo 4 - Non riprodurti.
- Protocollo 5 - Salvo diversa indicazione, continua la vita del tuo ospite.
- Protocollo 6 - Nessuna interazione tra le diverse squadre, se non in casi di estrema emergenza o se viene ordinato.

Il Direttore può fare uso di 3 ulteriori protocolli per situazioni particolari:
- Protocollo Alfa - Tutti i protocolli sono sospesi temporaneamente: una missione critica va portata a termine ad ogni costo
- Protocol Epsilon - Viene attivato quando gli archivi storici sono a rischio
- Protocollo Omega - Linea temporale abbandonata, continua la vita del tuo ospite. Questo protocollo sospende permanentemente tutti gli altri quando il Direttore abbandona i viaggiatori. Accade se non sono necessarie altre missioni, perché i problemi del futuro sono stati risolti, oppure se il futuro risulta talmente compromesso che è oramai impossibile modificarlo.

## Personaggi e interpreti

### Principali
- Grant MacLaren (Viaggiatore 3468), interpretato da Eric McCormack; il Caposquadra, che assume la vita di un agente speciale dell'FBI.[8]
- Marcy Warton (Viaggiatore 3569), interpretata da MacKenzie Porter; il Medico della squadra, che assume la vita di una donna con ritardo mentale.
- Carly Shannon (Viaggiatore 3465), interpretata da Nesta Cooper; la Stratega della squadra, che assume la vita di una madre single casalinga.
- Trevor Holden (Viaggiatore 0115), interpretato da Jared Abrahamson; l'Ingegnere della squadra, uno degli umani con il maggior numero di trasferimenti in ospiti diversi, che assume la vita di un atleta liceale.
- Philip Pearson (Viaggiatore 3326), interpretato da Reilly Dolman; lo Storico della squadra, che assume la vita di un ragazzo del college dipendente dall'eroina.
- David Mailer, interpretato da Patrick Gilmore; l'assistente sociale di Marcy ed in seguito interesse amoroso della ragazza.
- Jeff Conniker, interpretato da J. Alex Brinson; ex-fidanzato violento di Carly e padre di suo figlio, un poliziotto.
- Kathryn "Kat" MacLaren, interpretata da Leah Cairns; moglie di Grant che lavora nel restauro di oggetti antichi.

### Ricorrenti
- Ray Green, interpretato da Ian Tracey; avvocato e amico di Philip, dipendente dal gioco d'azzardo.
- Walt Forbes, interpretato da Arnold Pinnock; partner di Grant all'FBI.
- Gary Holden, interpretato da William MacDonald; padre di Trevor.
- Patricia Holden, interpretata da Teryl Rothery; madre di Trevor.
- Major Gleason, interpretato da David Lewis; un ufficiale militare.
- Dr.ssa Delaney, interpretata da Kyra Zagorsky; una brillante scienziata che ha sviluppato un modo per raccogliere e conservare l'antimateria.
- Victoria Boyd (Viaggiatore 3185), interpretata da Kristine Cofsky; un altro Viaggiatore che assume la vita di una poliziotta.
- Private Wilson, interpretato da Giacomo Baessato; un soldato che lavora per Gleason.
- Renee Bellamy, interpretata da Alyssa Lynch; studentessa liceale e fidanzata di Trevor.
- Grace Day, interpretata da Jennifer Spence; consulente scolastica di Trevor e successivo Viaggiatore 0027, una programmatrice che ha aiutato a creare il Direttore.
- Ellis (Viaggiatore 0014), interpretato da Tom McBeath; un programmatore che assume la vita di un contadino.
- Madre, interpretata da Eileen Pedde; un Viaggiatore che assume il ruolo di madre in una famiglia di quattro persone.
- Charlotte, interpretata da Yasmeene Ball; uno Storico mancato e successivo Viaggiatore assassino.
- Luca, interpretato da Douglas Chapman; un Viaggiatore della squadra di Hall.
- Vincent Ingram, il primo viaggiatore (Traveler 001) interpretato da Enrico Colantoni, il cui ospite si suppone sia morto l'11 settembre 2001.
- Jacqueline, interpretata da Glynis Davies; una rappresentante dei servizi sociali.
- Beth, interpretata da Melanie Papalia; un'analista dell'FBI che lavora per MacLaren.
- Bloom (Viaggiatore 0117), interpretata da Karin Konoval; una Ingegnere di alto grado.
- Sergente Rick Hall, interpretato da Louis Ferreira; un Caposquadra.
- Aaron Donner (Viaggiatore 4022 e successivo 4024), interpretato da Jason Gray-Stanford; un Viaggiatore artificiere.

## Episodi
| Stagione         | Episodi | Prima TV Canada | Pubblicazione Italia |
| ---------------- | ------- | --------------- | -------------------- |
| Prima stagione   | 12      | 2016-2017       | 2016                 |
| Seconda stagione | 12      | 2017            | 2017                 |
| Terza stagione   | 10      | 2018            | 2018                 |